# Климова (деревня)
Климова — упразднённая деревня в Вагайском районе Тюменской области России. Входила в состав Бегишевского сельского поселения. В 2004 году исключена из учётных данных, в связи с прекращением существования.

## География
Деревня находилась в восточной части Тюменской области, в пределах подтаёжно-лесостепного района лесостепной зоны, на правом берегу реки Иртыш, на расстоянии примерно 1,5 километра (по прямой) к юго-западу от поселка Инжура.

## История
До 1917 года входила в состав Бегишевской волости Тобольского уезда Тобольской губернии. По данным на 1926 год состояла из 27 хозяйств. В административном отношении входила в состав Бегишевского сельсовета Дубровинского района Тобольского округа Уральской области.

## Население
| 1989 | 2002 |
| ---- | ---- |
| 1    | ↘0   |

По данным переписи 1926 года в деревне проживало 135 человек (64 мужчины и 71 женщина), в том числе: русские составляли 100 % населения.